# Rajabhat-System
Zum Rajabhat-System (oder Rajabhat Universitätssystem) gehören eine große Zahl miteinander verbundener thailändischer Universitäten, die unter einem Dach zusammengefasst werden.
Die Rajabhat-Universitäten werden durch ein systemweites Gremium gesteuert und sind über ganz Thailand verstreut. Ursprünglich handelte es sich bei diesen Einrichtungen um Lehrerkollegien, die 1975 in Institute umgewandelt wurden. Mit dem königlichen Erlass am 14. Juni 2004 durch König Bhumibol Adulyadej wurden alle Rajabhat-Institute zu Universitäten erhoben.

## Rajabhat Universitäten in Thailand

### Bangkoker Gruppe
- Rajabhat-Universität Bansomdejchaopraya
- Rajabhat-Universität Chandrakasem
- Rajabhat-Universität Thonburi
- Rajabhat-Universität Phranakhon
- Rajabhat-Universität Suan Dusit
- Rajabhat-Universität Suan Sunandha

### Nördliche Gruppe
- Rajabhat-Universität Chiang Mai
- Rajabhat-Universität Chiang Rai
- Rajabhat-Universität Kamphaeng Phet
- Rajabhat-Universität Lampang
- Rajabhat-Universität Nakhon Sawan
- Rajabhat-Universität Phetchabun
- Rajabhat-Universität Pibulsongkram (Phitsanulok)
- Rajabhat-Universität Uttaradit

### Nordöstliche Gruppe
- Rajabhat-Universität Buri Ram
- Rajabhat-Universität Chaiyaphum
- Rajabhat-Universität Kalasin
- Rajabhat-Universität Loei
- Rajabhat-Universität Maha Sarakham
- Rajabhat-Universität Nakhon Ratchasima
- Rajabhat-Universität Roi Et
- Rajabhat-Universität Sakon Nakhon
- Rajabhat-Universität Si Saket
- Rajabhat-Universität Surin
- Rajabhat-Universität Ubon Ratchathani
- Rajabhat-Universität Udon Thani

- Rajabhat-Universität Nakhon Phanom (jetzt in die Universität Nakhon Phanom eingegliedert)

### Zentrale Gruppe
- Rajabhat-Universität Phranakhon Si Ayutthaya
- Rajabhat-Universität Kanchanaburi
- Rajabhat-Universität Muban Chom Bung (Chom Bung, Ratchaburi)
- Rajabhat-Universität Nakhon Pathom
- Rajabhat-Universität Phetchaburi
- Rajabhat-Universität Rajanagarindra (Chachoengsao)
- Rajabhat-Universität Rambhaibarni (Chanthaburi)
- Rajabhat-Universität Thepsatri (Lopburi)
- Rajabhat-Universität Valaya Alongkorn (Khlong Luang, Pathum Thani)

### Südliche Gruppe
- Rajabhat-Universität Nakhon Si Thammarat
- Rajabhat-Universität Phuket
- Rajabhat-Universität Songkhla
- Rajabhat-Universität Surat Thani
- Rajabhat-Universität Yala